# سیاه‌ماهی مرکزی
سیاه‌ماهی مرکزی (نام علمی: Capoeta buhsei) نام گونه‌ای از سرده سیاه‌ماهی است.
سیاه‌ماهی مرکزی یکی از نُه گونهٔ جنس سیاه‌ماهی در ایران و بومی حوضه دریاچه نمک است. درگذشته اعضای متعلق به گونه سیاه‌ماهی مرکزی به دلیل شباهت‌هایی که با گونه سیاه‌ماهی توئینی damascina. C داشتند در این گروه جای داده شده‌بودند.
ویژگی‌های استخوانی شامل شکل استخوان‌های آبشش‌پوش (زیرسرپوش آبششی و کمان لامی)، استخوان‌های قاعده‌ای لامی و اوروهیال (بخش‌های مختلف فک‌آویز)، استخوان‌های ساده و رجلی خارجی (و عناصر مربوط به باله‌ها)، خارهای خونی و عصبی باله دمی و پرتوپایه‌های (پتریگیوفورهای) باله پشتی را می‌توان به عنوان صفات قابل تشخیص برای گونه buhsei. C ارائه داد.